# Locomotive Records
Pour les articles homonymes, voir Locomotive (homonymie).
Locomotive Records, anciennement Locomotive Music, est un label indépendant espagnol, basé à Villaviciosa de Odón, Madrid, actif entre 1997 et 2019.

## Histoire
Locomotive Records est fondé en 1997 et basé à Villaviciosa de Odón, une municipalité de la région de Madrid. Il est spécialisé en particulier dans le heavy metal et le hard rock et est fondé en 1996 par Goyo Esteban. À l'origine, il était exploité sous le nom de Locomotive Music et est rebaptisé en 2004. En 2002, une succursale est créée à Cologne, suivie en 2008 par une autre à New York. Chris Boltendahl était responsable de l'exploitation du site en Allemagne (qui a depuis cessé son activité).
La politique de publication comprend non seulement des groupes qui sont directement signés, comme Grave Digger ou Prong, mais aussi des rééditions, comme par exemple en 2005 l'album Mandrake d'Edguy, sorti à l'origine en 2001. Le 25 février 2019, le label est acquis par One Media iP .

## Groupes et artistes
- A.O.K.
- Adagio
- AlogiA
- Anthenora
- Anubis Gate
- Astral Doors
- Barón Rojo
- Before the Dawn
- Benedictum
- Blood Stain Child
- Crystallion
- The Diamond Dogs
- Dikers
- Easy Rider
- Elegy
- Eyes of Shiva
- Grave Digger
- Grenouer
- Hamlet
- José Andrëa (chanteur de Mägo de Oz)
- Lanfear
- Los Suaves
- Lost in Tears
- Maeder
- Mägo de Oz
- Medication
- Prong
- The Prowlers
- Randy Piper
- Sex Museum
- Spider Rockets
- Stormlord
- Tierra Santa
- Vacazul
- Wuthering Heights